# Imminence
Gli Imminence sono un gruppo musicale metalcore svedese formatosi a Trelleborg nel 2009. Il gruppo è composto dal cantante Eddie Berg, dai chitarristi Harald Barrett e Alex Arnoldsson, dal bassista Christian Höijer e dal batterista Peter Hanström.

## Storia
Nell'autunno 2009 il chitarrista Harald Barrett e il percussionista Max Frejd crearono il primo nucleo del gruppo, coinvolgendo poco tempo dopo il cantante e violinista Eddie Berg. Dopo la pubblicazione di un primo EP, intitolato Ascendence, Frejd abbandonò la formazione e furono reclutati successivamente Alex Arnoldsson alla chitarra, Fredrik Rosdahl al basso e Peter Hanström alla batteria.
Nel 2012 è stata la volta dell'EP Born of Sirius e nello stesso anno gli Imminence furono selezionati per suonare al Metaltown Festival, uno dei più grandi festival musicali della Svezia. L'anno successivo firmarono un contratto con la We Are Triumphant Records, sottoetichetta della Victory Records, pubblicando l'EP Return for Helios insieme al singolo Wine & Water.
Nel 2014 hanno pubblicato il loro album di debutto, I, accompagnato da una serie di video musicali girati da Eddie Berg.

## Formazione
Attuale
- Eddie Berg – voce, violino (2009-presente)
- Harald Barrett – chitarra, cori, voce death aggiuntiva (2009-presente)
- Alex Arnoldsson – chitarra (2012-presente)
- Peter Hanström – batteria (2012-presente)
- Christian Höijer – basso (2018-presente)

Ex componenti
- Max Frejd – percussioni (2009-2010)
- Fredrik Rosdahl – basso (2012-2014)
- Max Holmberg – basso (2015-2018)

## Discografia

### Album in studio
- 2014 – I
- 2017 – This Is Goodbye
- 2019 – Turn the Light On
- 2021 – Heaven in Hiding
- 2024 – The Black

### EP
- 2010 – Ascendance
- 2012 – Born of Sirius
- 2013 – Return to Helios
- 2022 – Live in S:t Nicolai

### Singoli
- 2013 – Wine & Water
- 2014 – 86
- 2014 – The Seventh Seal
- 2015 – A Mark on My Soul
- 2015 – The Sickness
- 2016 – Can We Give It All
- 2017 – This Is Goodbye
- 2017 – Diamonds
- 2018 – Paralyzed
- 2019 – Infectious
- 2019 – Saturated Soul
- 2019 – Lighthouse
- 2020 – To the Light
- 2021 – Temptation
- 2021 – Heaven in Hiding
- 2021 – Ghost
- 2021 – Chasing Shadows
- 2021 – Alleviate
- 2022 – Temptation
- 2023 – Jaded
- 2023 – Come Hell or High Water
- 2023 – Desolation
- 2023 – Heaven Shall Burn
- 2023 – Death by a Thousand Cuts
- 2024 – Continuum
- 2024 – The Black
- 2025 – Death Shall Have No Dominion

## Videografia
| Anno | Titolo                       |
| ---- | ---------------------------- |
| 2012 | The Devourer                 |
| 2013 | Wine & Water                 |
| 2013 | Snakes & Ladders             |
| 2013 | Mors Certa                   |
| 2014 | Hora Incerta                 |
| 2014 | 86                           |
| 2014 | The Seventh Seal             |
| 2015 | Wine & Water (acoustic)      |
| 2015 | A Mark on My Soul            |
| 2015 | The Sickness                 |
| 2016 | Can We Give It All           |
| 2017 | This Is Goodbye              |
| 2017 | Diamonds                     |
| 2017 | Broken Love                  |
| 2017 | Up                           |
| 2018 | This Is Goodbye (acoustic)   |
| 2018 | Paralyzed                    |
| 2019 | Infectious                   |
| 2019 | Saturated Soul               |
| 2019 | Lighthouse                   |
| 2019 | Erase                        |
| 2019 | Saturated Soul (acoustic)    |
| 2019 | Crawling (Linkin Park cover) |
| 2021 | Temptation                   |
| 2021 | Heaven in Hiding             |
| 2021 | Ghost                        |
| 2021 | Chasing Shadows & Alleviate  |
| 2021 | Surrender                    |
| 2023 | Come Hell or High Water      |
| 2023 | Desolation                   |
| 2023 | Heaven Shall Burn            |
| 2023 | Death by a Thousand Cuts     |
| 2024 | Continuum                    |
| 2025 | Death Shall Have No Dominion |
| 2025 | God Fearing Man              |